# الشيط
الشيط أحد المراكز التابعة لمحافظة قرية العليا بالمنطقة الشرقية في المملكة العربية السعودية، يقع مركز الشيّط جنوب غرب طريق الشمال (خط التابلاين) الذي يربط المنطقة الشرقية بالشمالية بمسافة 38 كيلومتراً غرب محافظة قرية العليا بمسافة 50 كيلومتراً ويتبع مركز الشيّط محافظة قرية العليا، واسم (الشيّط) تاريخي قديم ومعروف مأخوذ من اسم وادي الشيّط الريان، ووادي الشيّط العطشان ويقع الواديان في الطرف الشمالي الشرقي من الصمان واصلهما واديان لتميم، فقد وقعت بهما معركة كبيرة عرفت بيوم الشيّطان بين بكر بن وائل وبين تميم قبل الإسلام وذلك عندما أجمعت بكر على غزو تميم حتى قال شاعرهم: وماكان بين الشيّطين ولعلع لنسوتنا الا مناقل اربع فجئنا بجمع لم ير الناس مثله يكاد له ظهر الوريعة يضلع فرد شاعر تميم محرز المكعبر الضبي التميمي فخرتم بيوم الشيّطيني وغيركم يضرب يوم الشيّطيني وينفع فإن يك أقوام اصيبوا بغرة++ فانتم من الغارات أخزى ويتميز الشيّط بخصوبة التربة ووفرة المياه، فهو مرتع مريح للبادية من رعاة الإبل والأغنام، وكان متميزاً لهواة الرحلات والقنص والفقع (الكمأ) وأشهر معالم مركز الشيّط وجود بعض الآبار (القلبان) القديمة التي تردها البادية للسقيا في كل من وبره والضبعية ووجود بعض الدحول الأثرية مثل دحل أبو صخيل وبعض فياض السدر كما يوجد في شعابها جبل (الكوع) الذي اشتهرت منطقته (بالفقع) وكذلك جبل الميل الذي يقع على درب المبيحيص كل ذلك يعتبر عامل جذب سياحياً لمن يحبون الرحلات البرية. ويشكل الشيّط مع الوريعه فاصلاً بين هضبة الصمان عن الدبدبة أو مدخلاً لمنطقة الصمان من الجهة الشمالية الشرقية. ويعتبر مركز الشيّط من مراكز الفئة (أ). واستغلت خصوبة تربة الشيّط فأقيم العديد من المشاريع الزراعية الكبيرة التي تنتج القمح والشعير، والأعلاف وأنواع الخضار والتمور بكميات استثمارية ويحتضن الشيط
أكبر مزرعة نعام في الشرق الأوسط مزرعة الرمثية للمالك/عبد العزيز سعود البابطين ومشاريع زراعية أخرى منهامزرعة الشيخ /صباح الاحمد أمير دولة الكويت مزرعة الناصرية للشيخ عبد الرحمن ال ثاني مزرعة/الشيخ /خالد ال ثاني 
ويوجد في الشيّط أكثر من ثلاثة مخططات سكنية وتقدم به الخدمات الأساسية التي تطورها وترعاها حكومة خادم الحرمين الشريفين بمتابعة واهتمام من صاحب السمو الملكي أمير المنطقة الشرقية الأمير محمد بن فهد وسمو نائبه صاحب السمو الأمير جلوي بن عبد العزيز بن مساعد. فهناك المدارس بكامل مراحلها للبنين والبنات (ابتدائي متوسط ثانوي) ومركز إمارة ومركز شرطة ومركز للدفاع المدني ومركز للرعاية الصحية الأولية وأقيمت مبانٍ حكومية شملت (المركز الصحي، والمدارس، والبلدية ) يتبع مركز الشيط العديد من الهجر منها:

## هجرة صلالة
```
هجرة صلالة تقع غرب محافظة قرية العليا بمسافة (46كم) ويحيط بها من جميع الجهات الأربع مزارع قائمة ويتراوح عدد ساكنيها مابين 300 إلى 350 نسمة وتم إنشاء الهجرة عام 1401هـ وهي عبارة عن مزرعة عائدة ملكيتها لمٌعّرف الهجرة ( صلال بن قطيم الراشد ) وشيد بها مباني سكنية واستوطن بها أبناء عمومته من نفس القبيلة إلى أن تطورت الهجرة وأصبح بها مخطط معتمد من قبل بلدية محافظة قرية العليا رقم 10/93 بتاريخ 24/4/1414هـ بعدد ( 187 ) قطعة سكنية جرى بناء الكثير منها والبقية في انتظار قروضهم العقارية ليتم بناء مساكنهم، وقد شملتها الخدمات البلدية من سفلتة وإنارة وخدمات صحية مثل الرش والنظافة وشفط البيارات، وتغطيها الفرقة المتواجدة بالشيط لقرب المسافة بينهما.
```

## هجرة المحوى
سميت بهذا الاسم نسبة إلى محوى شعيب الشيط الريان حيث إن الشعيب ( الوادي ) ينحوي أو ينحرف بأتجاه آخر وهي تبعد عن بلدية الشيط مسافة ( 12 كم ) اثنى عشر كيلو متراً وعن محافظة قرية العليا مسافة ( 62 كم ) باتجاه الغرب، وكانت البداية في تأسيس هذه البلدة عندما قام الشيخ / فهد بن حمود الشبعان  (رحمه الله) بإنشاء مزرعة بموجب قرار توزيع صادر من وزارة الزراعة وبنى بها منزلاً واستوطن معه جماعته كان ذلك عام 1400هـ وجرى اعتماد مخطط سكني من قبل بلدية محافظة قرية العليا برقم 10/81 بتاريخ 30/10/1408هـ ويبلغ عدد سكانها حالياً حوالي (  500 ) نسمة تقريباً، وتتميز بطبيعتها وأرضها الرعوية والزراعية وموقعها المتوسط بين جبال مرتفعة وتعمل بلدية محافظة قرية العليا رغم اتساع الرقعة الجغرافية لخدماتها بالإضافة إلى مواردها المالية والبشرية على تقديم كافة الخدمات لبلدة المحوى كالسفلتة والإنارة والتشجير والنظافة وغيرها من الخدمات الفنية وتراخيص البناء والهدم والترميم وكل مايتعلق بخدمات البلدية 0

## هجرة الرديفة
```
سميت بالرديفة لأنها مرادفة لمركز الشيط وتسمى ( رديفة الشيط ) وهي بلدة قديمة جداً عبارة عن مزرعة تأسست قبل عام 1388هـ وتم بناء المساكن من قبل الأهالي القاطنين بالهجرة وهي طينية تعتبر من أهم الهجر التي تكثر بها الزراعة وتربية الماشية وقد شملتها بلدية محافظة قرية العليا بالخدمات من نظافة وصيانة وإنارة وسفلتة وغيرها من الخدمات الأساسية التي تقدمها البلدية عن طريق الفرقة التي مقرها الشيط حيث تبعد عن بلدة الشيط مايقارب (10كم) وجرى تأسيس مخطط سكني رقم 10/96 بتاريخ 18/8/1414هـ بعدد (155) قطعة سكنية تم توزيعها على الأهالي بهجرة الرديفة وأبناء البادية القاطنين بالقرب منها وشملتها البلدية بكثير من المشاريع الحيوية وتم ربطها بطرق تسهل للمواطن والمقيم التنقل بشكل يسير إلى المراكز القريبة منها ومحافظة قرية العليا
```